# Аремарк
Аремарк (норв. Aremark) — коммуна в губернии Эстфолл в Норвегии. Административный центр — город Фусбю. Официальный язык — букмол. Население на 2007 год составляло 1429 чел. Площадь — 318,93 км², код-идентификатор — 0118.

## История населения
Население за последние 60 лет.